# Джамила
Джамила (араб. جميلة‎; ум. 720) — мединская кайна, куртизанка, музыкант, певица и поэтесса.
Она была мавлой из племени Бану Сулайм, что означало, что она была вольноотпущенницей, принявшей ислам и пользовавшейся покровительством своего бывшего хозяина. Подобное происхождение было обычным для свободных профессиональных музыкантов в Омейядском халифате.
Джамила наряду с Аззой аль-Майлой (ум. 705) были одной из двух свободных женщин-музыкантов, которые управляли своим собственным маджлисом, являвшимся формой собраний для развлечения, своеобразным салоном. Для её времени совместное (и женщин, и мужчин) посещение подобных мест было приемлемо, поскольку арабские женщины высших слоёв общества ещё не полностью подверглись гендерной сегрегации. Меджлис играл большую роль в оживлённой музыкальной жизни Медины, в которой музыканты своими выступлениями привлекали как влиятельных людей, так и студентов.
Джамила приобрела славу, благодаря своими высоким достижениям в области музыкального искусства, а также своей деятельностью в качестве наставника ставших впоследствии знаменитых музыкантов-мужчин. Одним из её учеников был музыкант Маабад (ум. 743), сын обращённого в рабство африканца, который метафорически высказался о ней так: «в музыкальном искусстве Джамила — это дерево, а мы — ветви» .
Джамила совершил паломничество из Медины в Мекку, которое явилось и музыкальным событием, привлекшим большое внимание жителей городов и широко комментируемым современными ей историками. Её свита, состоявшая из всех ведущих местных музыкантов того времени, а также 50 поющих девушек, задержалась в Мекке из-за внимания к ней со стороны зрителей, а её возвращение в Медину послужило поводом для начала трёхдневных музыкальных праздников.